# Mecayapan
Mecayapan es una localidad del estado mexicano de Veracruz. Es cabecera del municipio de Mecayapan.

## Demografía
| Censo | Población |
| ----- | --------- |
| 1900  | 782       |
| 1910  | 2531      |
| 1921  | 896       |
| 1930  | 1200      |
| 1940  | 1245      |
| 1950  | 1363      |
| 1960  | 1707      |
| 1970  | 2054      |
| 1980  | 1440      |
| 1990  | 3535      |
| 1995  | 4536      |
| 2000  | 4899      |
| 2005  | 4051      |
| 2010  | 6068      |
| 2020  | 5770      |